# Out for Blood (Sum 41)
Out for Blood è un singolo del gruppo musicale canadese Sum 41, il primo estratto dal loro settimo album in studio Order in Decline, pubblicato il 24 aprile 2019.

## Descrizione
Il brano è stato scelto come primo singolo estratto da Order in Decline, a detta della band, perché racchiude tutti gli elementi essenziali del resto del disco. Il cantante Deryck Whibley, in particolare, l'ha definito «molto Sum 41».

## Video musicale
Il video ufficiale del brano è stato prodotto da Selfish Entertainment e diretto da Lee Levin.

## Tracce
Testi e musiche di Deryck Whibley.
1. Out for Blood – 3:36

## Formazione
- Deryck Whibley – voce, chitarra ritmica, tastiera
- Dave Baksh – chitarra solista, cori
- Tom Thacker – chitarra solista e ritmica, cori
- Cone McCaslin – basso, cori
- Frank Zummo – batteria, percussioni, cori

## Classifiche
| Classifica (2019)             | Posizione massima |
| ----------------------------- | ----------------- |
| Canada (rock)                 | 10                |
| Stati Uniti (mainstream rock) | 16                |
| Stati Uniti (rock)            | 41                |